# حسین نوری (کشتی‌گیر آزادکار)
حسین نوری (زاده ۱۳۱۰ – درگذشت ۱۳ فروردین ۱۳۵۹) کشتی‌گیر اهل ایران بود.
حسین نوری در سال‌های ۱۳۳۶، ۱۳۳۷ و ۱۳۳۸ طلای مسابقات کشوری را به دست آورد. او همچنین از سال ۱۳۳۲ تا ۱۳۳۷ به صورت پیاپی حائز جایگاه نفر دوم پهلوانی کشور شده است.
نوری در آوردگاه‌های جهانی متعددی حضور یافت. سال ۱۹۵۵ در فستیوال ورشو (لهستان) در وزن هشتم به رقابت پرداخت. سال ۱۹۵۶ در همین وزن در المپیک ملبورن (استرالیا) کشتی گرفت. 
وی در بازی‌های المپیک تابستانی ۱۹۵۶ در سنگین‌وزن آزاد شرکت کرده بود که پس از دو شکست و یک پیروزی از مسابقات حذف شد. او سال بعد یعنی در ۱۹۵۷ در مسابقات جهانی استانبول (ترکیه) و در وزن هفتم به رقابت پرداخت. همچنین در ۱۹۶۱ در مسابقات جهانی یوکاهاما (ژاپن) حضور داشت.
همسر او جمیله فردین، خواهر کوچک‌تر و تنها خواهر محمدعلی فردین است که با نام مستعار فاطمه نوری در آثاری نظیر کیف انگلیسی به ایفای نقش پرداخته است. سام نوری هم حاصل ازدواج حسین نوری و جمیله فردین است.
حسین نوری در ۱۳ فروردین ۱۳۵۹ درگذشت.